# Real del Padre
Real del Padre es una localidad y distrito del departamento San Rafael en la provincia de Mendoza, Argentina.
Sus principales actividades se desarrollan a merced de sus áreas cultivadas de viñedos, hortalizas y frutales como ciruelos, durazneros, damascos, peras, etc. 
Una gran fábrica de frutas y dulces envasados está establecida en el pueblo, además de bodegas, aserraderos y establecimientos de empacado y desecado de frutas.
La villa cabecera es atravesada por la Ruta Provincial 171, y las vías del Ferrocarril San Martín. La vieja estación Real del Padre deteriorada y sin uso es el centro geográfico del pueblo. También se llega a este por la Ruta Nacional 143. 

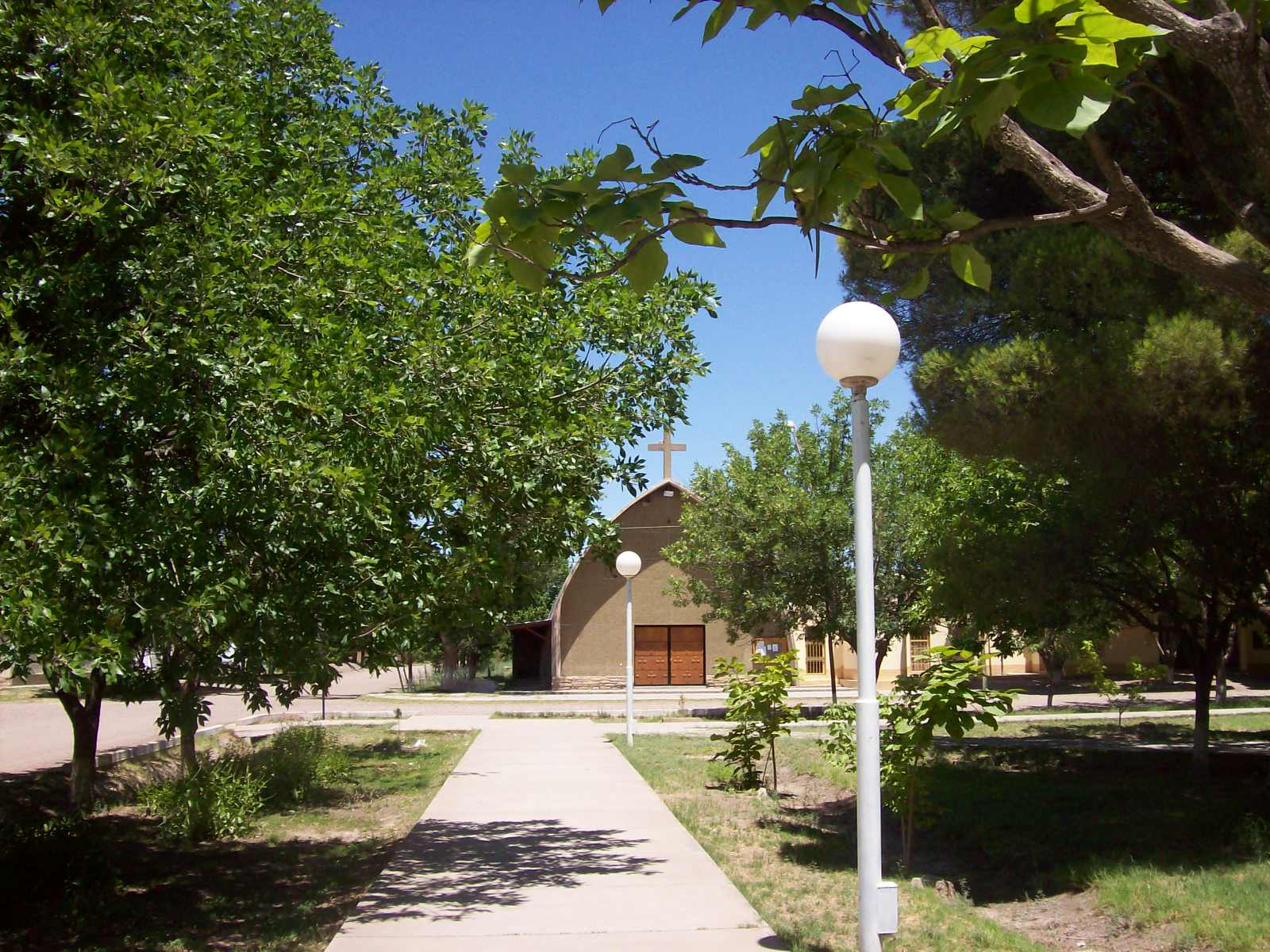
Iglesia San Francisco y Plaza San Martín

## Geografía

### Límites
- Norte: Monte Comán
- Sur: Departamento General Alvear
- Este: Departamento General Alvear
- Oeste: Río Atuel, Jaime Prats y Villa Atuel

### Parajes
- La Inda
- Palermo Chico
- Pueblo Nuevo
- Rincón del Indio
- La Olla

### Sismicidad
La sismicidad del área de Cuyo (centro oeste de Argentina) es frecuente y de intensidad baja, y un silencio sísmico de terremotos medios a graves cada 20 años.
El sismo más cercano e importante registrado es el sismo del sur de Mendoza de 1929, muy grave, y al no haber ninguna medida preventiva mató a 30 habitantes en la zona de Las Malvinas y Villa Atuel.

## Santo Patrono
San Francisco de Asís (4 de octubre)

## Historia
El área que hoy ocupa el distrito de Real del Padre tuvo como primitivos dueños a los indios Goicos (pertenecientes al pueblo puelche), quienes en la figura de Vicente Goico, cacique de la tribu, adquirió allá por 1825 la propiedad de dichos terrenos, los que fueron inmediatamente vendidos a Juan Godoy de una forma muy peculiar, ya que este entregó a cambio 40 yeguas, un lomillo (pieza del recado de montar), diez cajas de vino y un par de espuelas de plata. Juan Godoy compró luego tierras a Ángel Báez y allí completó la totalidad de los terrenos que hoy conforman la vasta zona de Monte Comán y Real del Padre. La propiedad de los terrenos fue pasando de propietario en propietario hasta que fue adquirida por el Ing. Carlos Wauters, quien lotea y vende terrenos allá por 1910, formándose así la primera colonia en Real del Padre y aprobándose poco después los planos de la colonia y pueblo de Real del Padre.

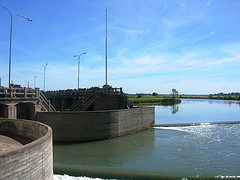
Dique Rincón del Indio

La segunda década del siglo XX fue decisiva para el nacimiento del distrito de Real del Padre.
Para 1914 ya contaba con 900 habitantes. Algunos vecinos formaron la Primera Junta de Fomento y solicitaron al gobernador de la Provincia autonomía distrital, pidiendo separar a Real del Padre de Monte Comán, distrito al que pertenecían hasta ese entonces. Los progresos alcanzados en esos últimos tres años bastaron para que el Gobierno Provincial autorizara tal autonomía y oficializara el 23 de noviembre de 1914 el funcionamiento de la Primera Junta de Fomento de Real del Padre, conformada por laboriosos inmigrantes que llegaron a dichas tierras ávidos de trabajo y paz.
Según la tradición oral, el origen de su nombre es atribuido a la acción evangelizadora llevada a cabo por el fraile franciscano Francisco Inalicán en estas regiones hacia los años 1805 y 1820. Este fraile, amigo del General San Martín, se destacó no solo por llevar el catolicismo a parajes sumamente peligrosos sino también por su ayuda a los desvalidos, a los pobres y luchar por la justicia en lugares en donde todo se resolvía por las armas. Solía recorrer los sitios más desolados, alejándose en algunos puestos sobre los ríos Diamante y Atuel. Así por estas zonas recibía a los lugareños en uno de los puestos o "real", que por costumbre o para diferenciarlo de otros puestos, se empezó a conocer en la región con el nombre de puesto o "real... del Padre" en fiel alusión al misionero que lo solía visitar. De este modo quedó fijado en la toponimia lugareña y así aparece citado en los documentos de 1833. En 1854 el Dr. Edmundo Day lo nombra en su excursión en balsa por el Atuel. También existen enfrentamientos entre los indígenas y soldados del fuerte San Rafael del Diamante hacia 1868 en la zona. De todas maneras, la población en el Sur mendocino durante el siglo XIX es muy pequeña, sin llegar nunca a formar una comunidad estable salvo el fuerte San Rafael del Diamante, localizado en la actual Villa Veinticinco de Mayo.

## El sitio arqueológico de La Olla
El sitio arqueológico de La Olla provee información relevante para comprender los procesos y estrategias desarrolladas por los primeros grupos humanos asentados en la cuenca media del Valle del Río Atuel.
A través de los restos líticos, cerámicos, arqueobotánicos, zooarqueológicos y bioantropológicos hallados, se puede estimar que la zona estuvo ocupada, a finales del Holoceno tardío, por sociedades nómades dedicadas a la caza y la recolección de plantas silvestres. Las mismas experimentaron una variación en las estrategias de subsistencia como consecuencia de un probable aumento demográfico y del agotamiento de los recursos. En este contexto la pesca y la introducción de plantas domésticas en la dieta pudieron haber conducido a un inicio en la sedentarización de estas poblaciones. Asimismo se registraron cambios a nivel tecnológico con la incorporación de la cerámica. En cuanto a la tecnología lítica se destaca el uso de la obsidiana, una roca volcánica que obtenían de un cerro llamado El Peceño, ubicado a una distancia de entre 70 y 80 km.
Entre los objetos hallados en el sitio hay otros testimonios que indican movilidad o intercambio de bienes. El más representativo es el collar de caracoles del Pacífico encontrado junto al único esqueleto humano hallado en el sitio.
Cercano al Sitio arqueológico, y dentro de un predio perteneciente al Departamento General de Irrigación de la Provincia, se emplaza el museo del sitio bajo la denominación de "Sala de Interpretación Natural y Cultural La Olla".
La muestra está dedicada a explicar, mostrar y proteger el registro material de los grupos humanos que habitaron el sitio arqueológico y cuyas primeras ocupaciones tuvieron lugar hace aproximadamente 2000 años. Cuenta con tres salas identificadas con diferentes colores: la Sala Roja que contiene restos arqueológicos, la Sala Azul dedicada a la geología y la Sala Verde que muestra material fotográfico de irrigación.
Los esfuerzos conjuntos de autoridades, instituciones, científicos y de la comunidad de la localidad hicieron posible la creación de la Sala. La mayoría de los materiales que se exponen fueron encontrados fortuitamente y donados por los vecinos de la zona, cuyo creciente interés por conocer la proveniencia de los materiales hallados resultó en el desarrollo de un espacio para su preservación. Como particularidad, las visitas guiadas son llevadas a cabo por los alumnos de la escuela primaria del paraje, cercano al sitio arqueológico.
La importancia de esta muestra permanente radica en que la misma se ha convertido en reservorio del patrimonio arqueológico local, a la vez que su creación se ha gestado en sincronía con recientes investigaciones, que proveen de nuevas interpretaciones a las evidencias rescatadas.

## Imágenes

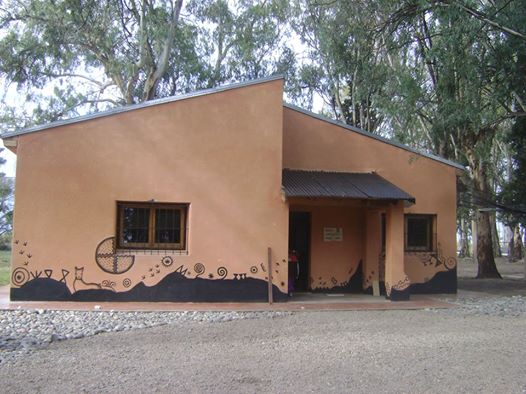
Sala de interpretación del Sitio arqueológico La Olla

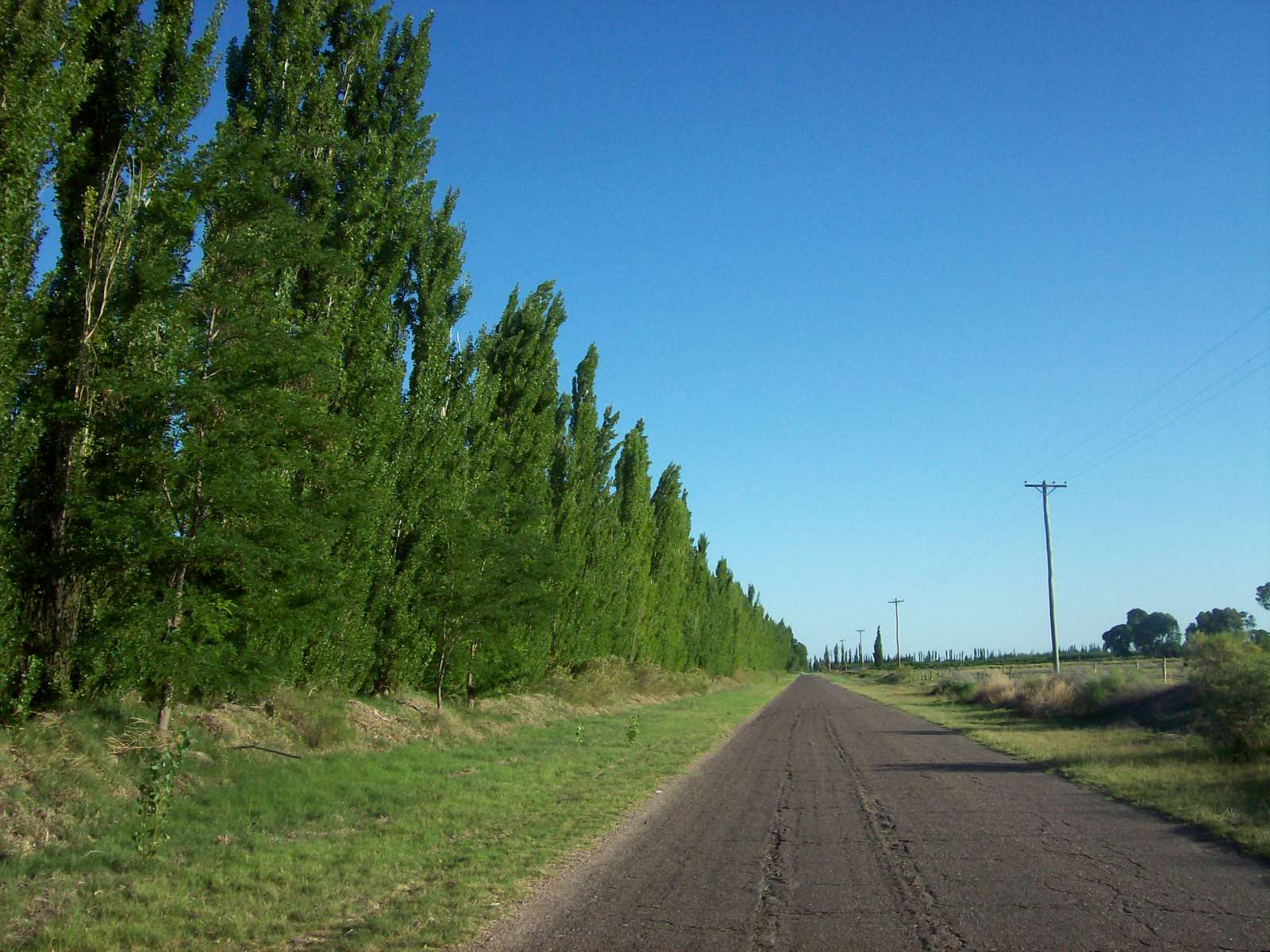
Calle rural con alameda.
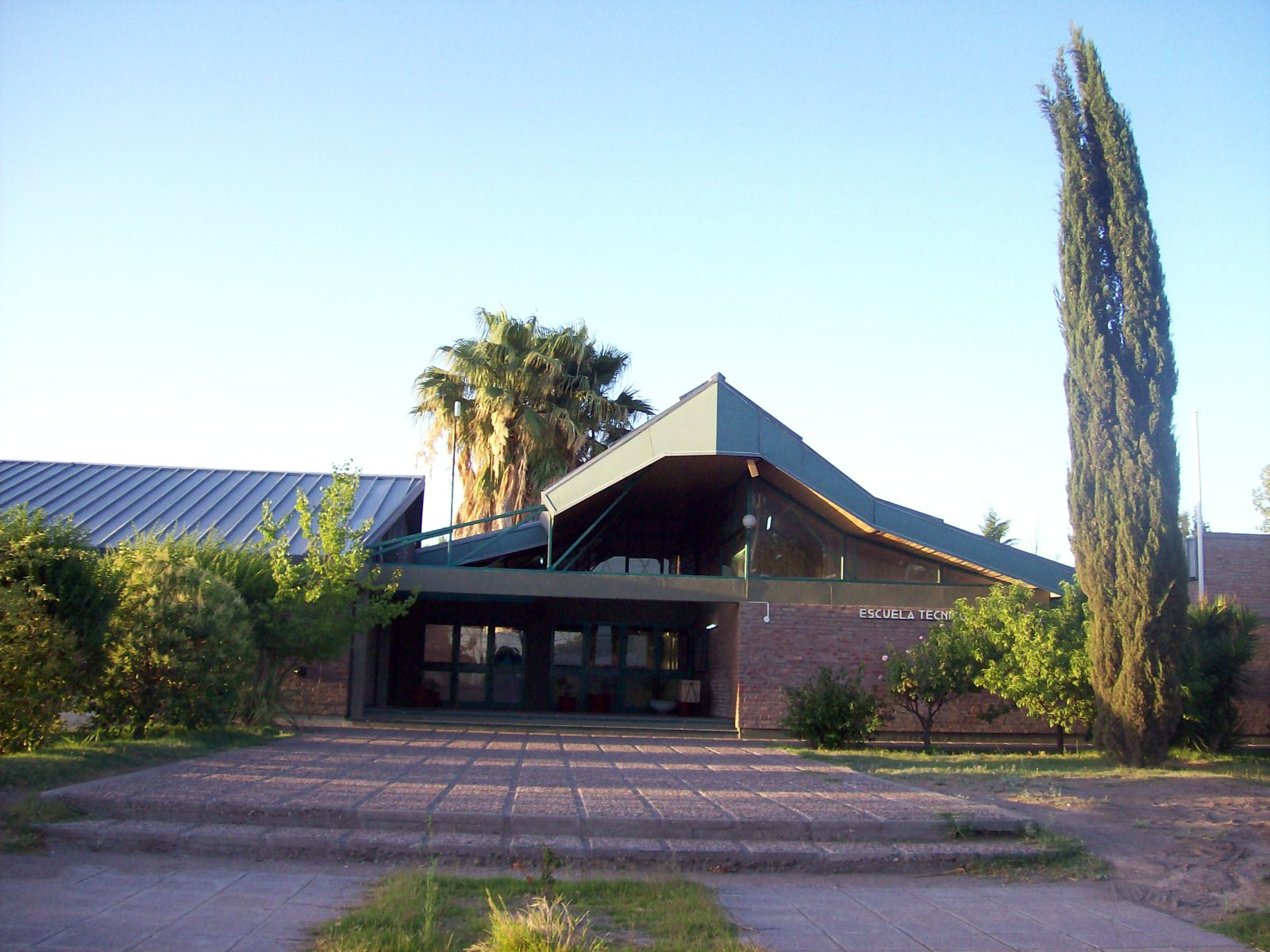
Escuela Secundaria Técnico Agraria "Seizo Hoshi"
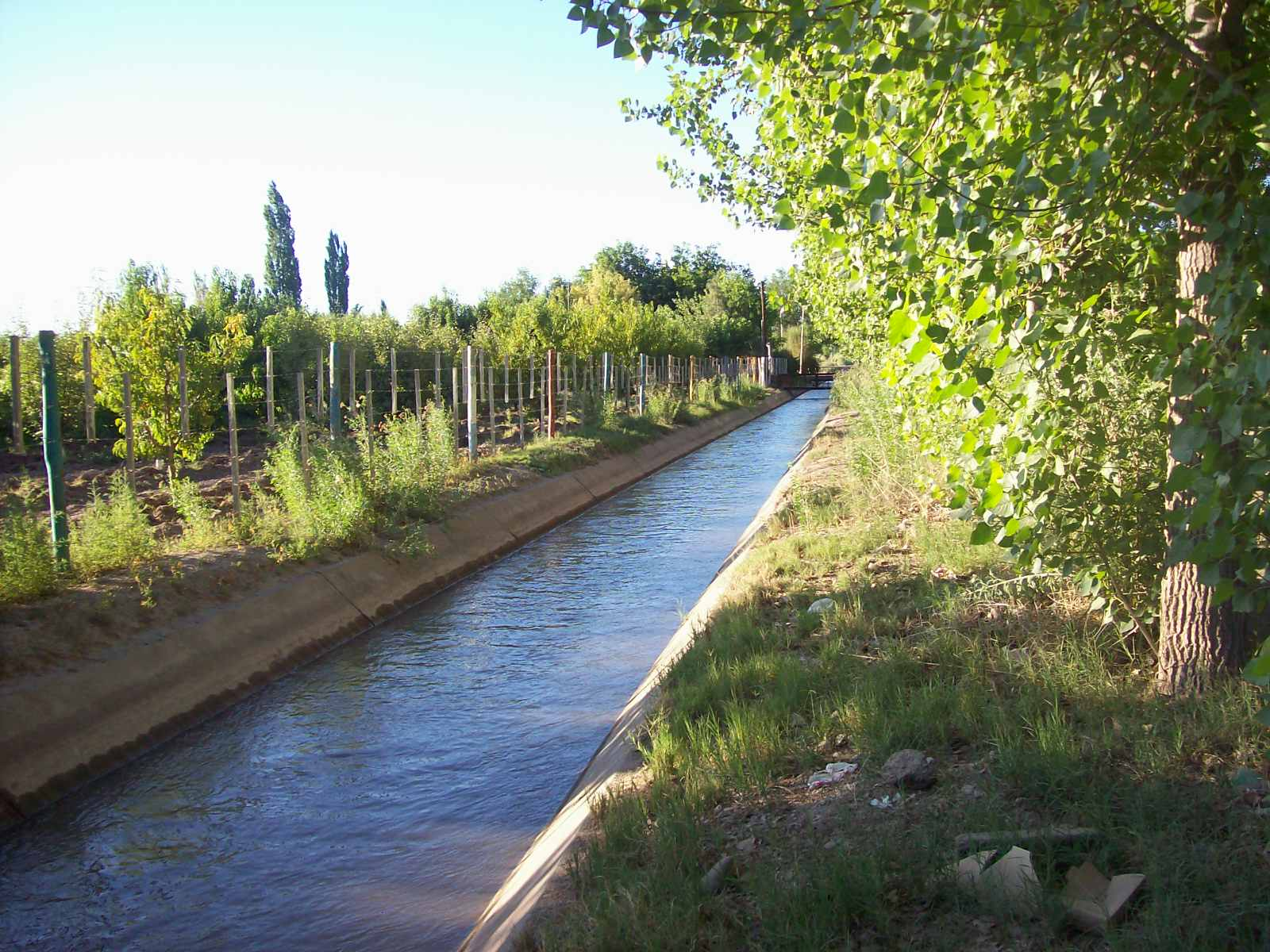
Canal de riego.
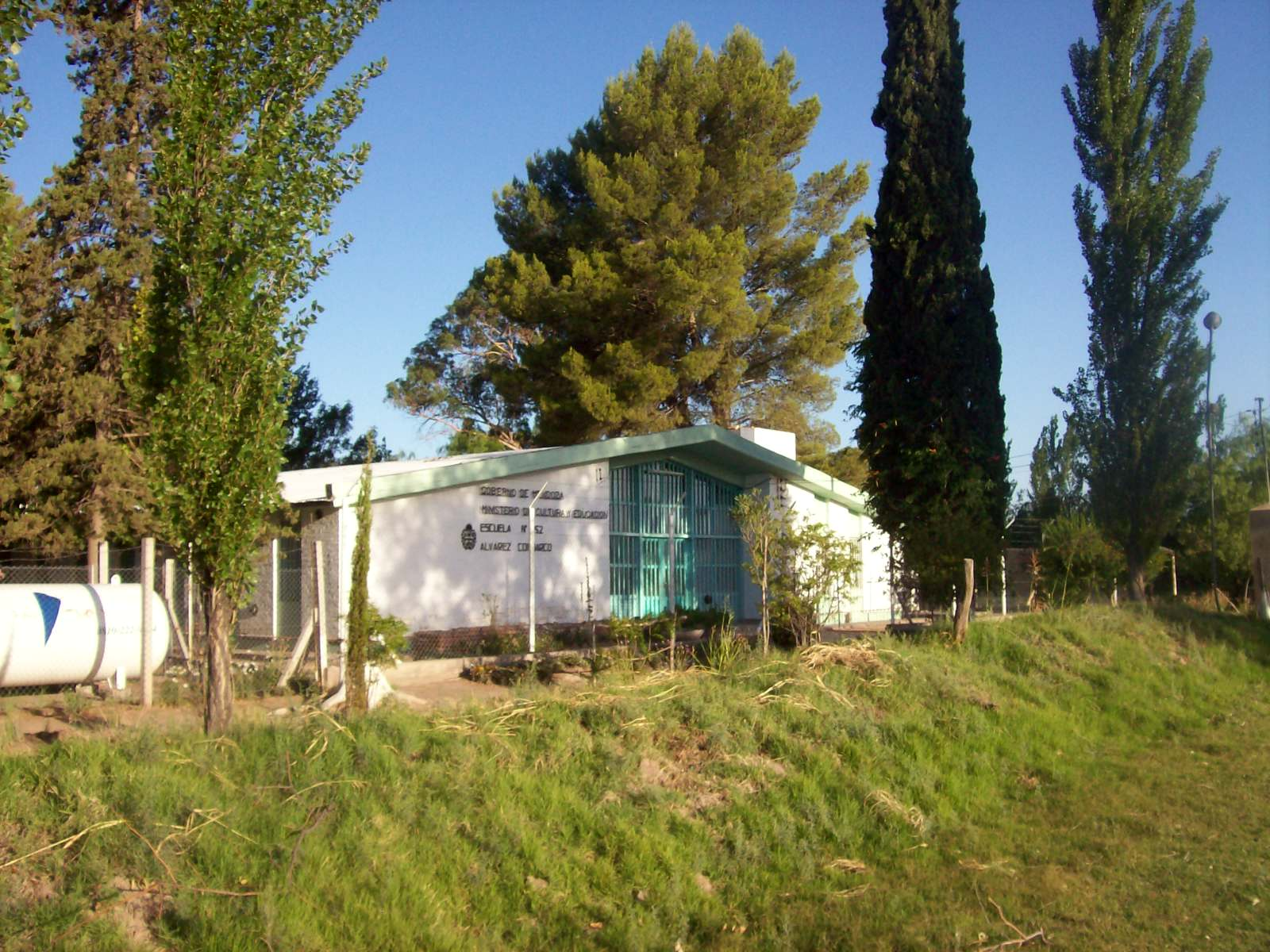
Escuela rural Álvarez Condarco.
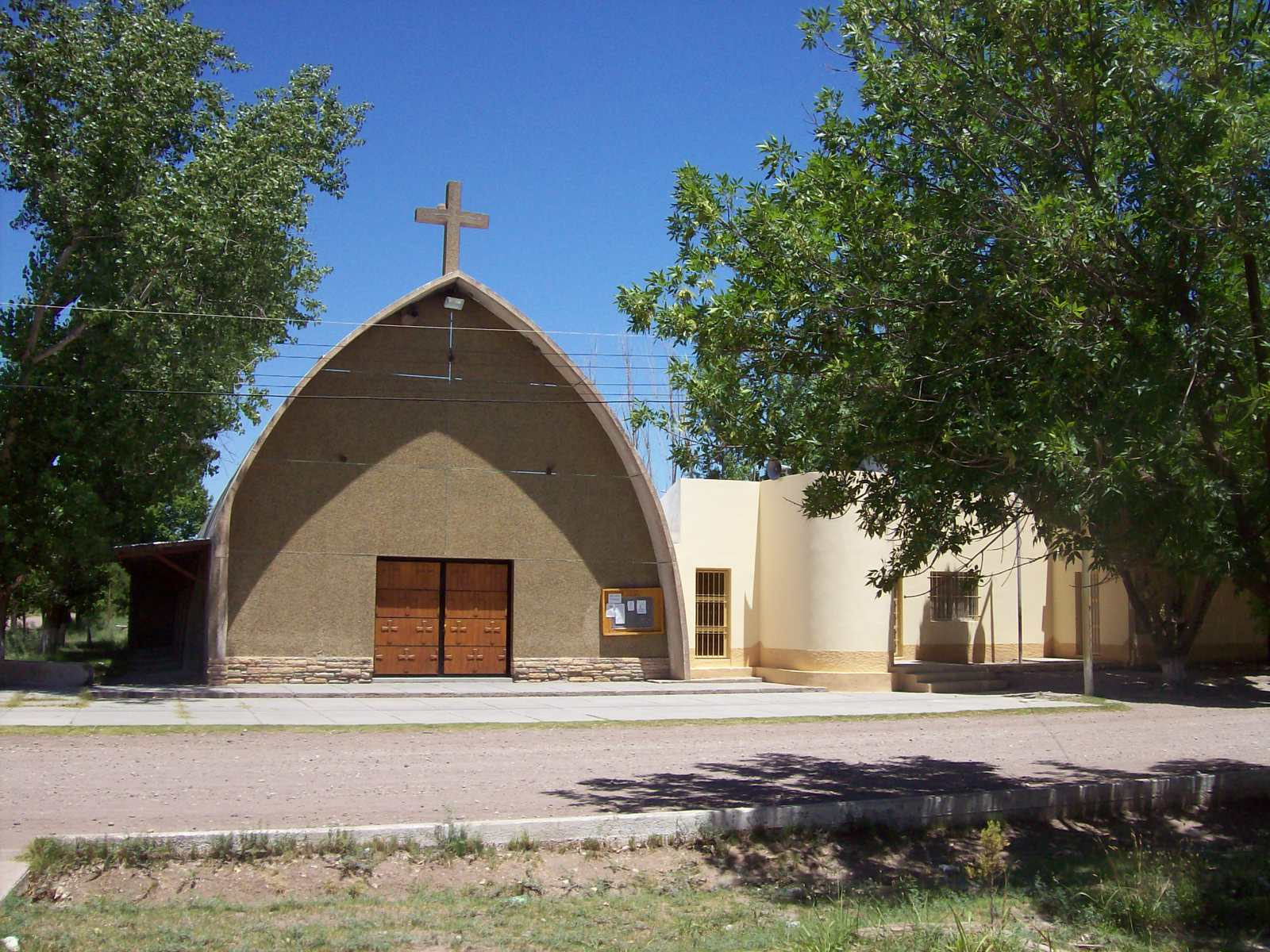
Parroquia San Francisco de Asís.
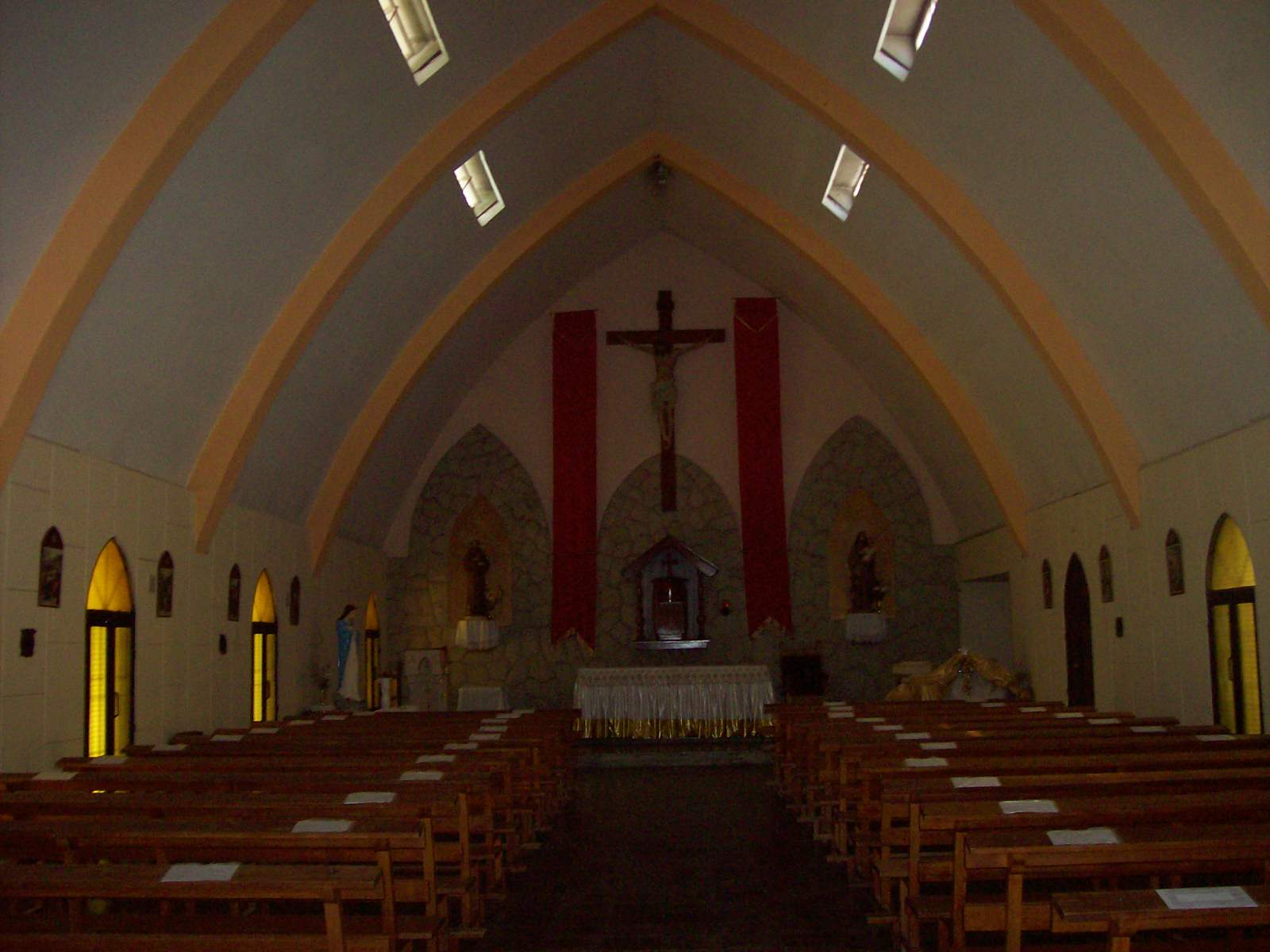
Interior del templo.
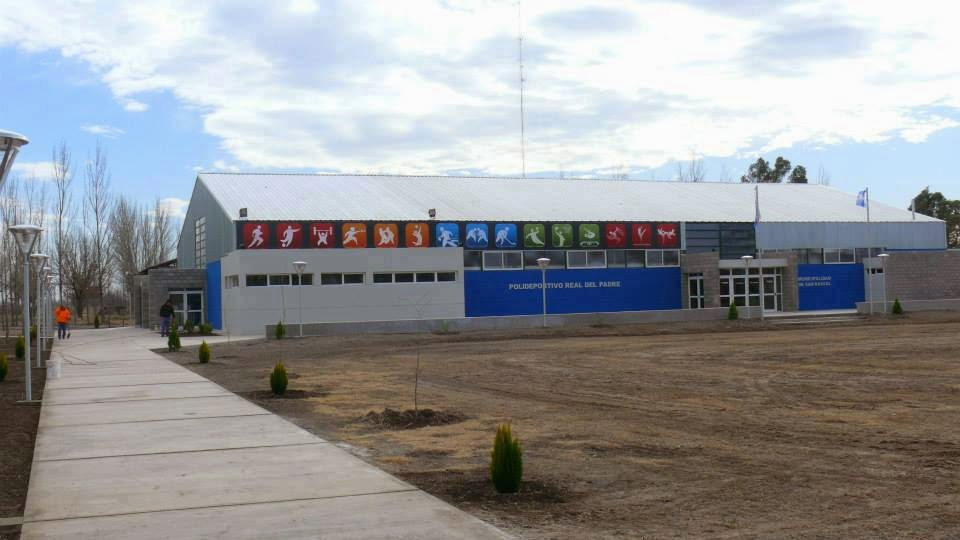
Polideportivo municipal